# Tartuff
Pour les articles homonymes, voir Tartuffe (homonymie).
Tartuff, né en 1985 à Villeneuve-Saint-Georges, est un auteur de bandes dessinées français.

## Biographie
Né le 17 mai 1985 à Villeneuve-Saint-Georges en région parisienne, Tartuff grandit avec des parents enseignants et une petite sœur.
En 2004, il passe un bac littéraire, tout en s'essayant à la colorisation, qu'il découvre avec Benbk[Qui ?], coloriste. Il fait la connaissance de ses futurs amis Lapuss et Baba. Il crée avec eux le Piou, bande dessinée muette d'humour absurde et publiée dans Spirou. Deux tomes sont parus aux éditions Dupuis entre 2009 et 2010 et deux tomes chez Monsieur Pop Corn entre 2013 et 2015. Pour le volume trois, Actua BD signale les « couleurs chaleureuses » de Tartuff et émet des critiques positives.
Pigiste régulier pour le magazine Spirou, Tartuff met en couleurs des pages de divers auteurs, tels que Achdé, Ernst ainsi qu'une illustration de Jean Roba.
En 2011, il participe à la création des éditions Monsieur Pop Corn avec Aurélien, un ami d'enfance, aidés par Lapuss, qui conçoit le logo de la maison d'édition ainsi que les premiers projets édités.

## Publications

### One shots
- Hôtel Bordemer (Fanny Joly & Christophe Besse - Hachette Édition)
- La Smala (Marco Paulo & Robberecht - Dargaud) réédition des deux premiers tomes de la série
- Les Lascars (Seth & El Diablo - Jungle) Adaptation BD du dessin animé à succès
- Les Carnets d'Agnès (Agnès Abécassis - HugoBD)
- Scènes de mon âge (Agnès Abécassis - Michel Lafon)
- Pedro & Co - T.1 Couleur de couverture (Jul & Fry) Monsieur Pop Corn Editions
- Les Grandes Gueules - Tome 1 : Vive Les grandes gueules de RMC !(Baba Tartuff Lapuss) Le Lombard
- Ma vie de Papa - Couleur de couverture (Lapuss) Monsieur Pop Corn Editions
- Space Wars - (Baba Tartuff Lapuss) Monsieur Pop Corn Editions
- Les Tuniques Bleues - Des histoires courtes par... Collectif (Baba Tartuff Lapuss)
- Walk of the dead[4],[5],[6], avec Ztnarf (dessin), Lapuss (scénario) et Tartuff (couleurs), Le Lombard, 2016

### Séries
Superblagues
- Superblagues, tome 1 : Finie la rigolade (Tartuff, Lapuss, Baba), Delcourt
- Superblagues, tome 2 : Abus de pouvoir (Tartuff, Lapuss, Baba), Delcourt

Le Piou
- 1 Idiot d'oiseau, Dupuis,  (ISBN 978-2-8001-4526-6), 2009
Scénario : Lapuss - Dessin : Baba - Couleurs : Tartuff
- 2 Débile volatile, Dupuis,  (ISBN 978-2-8001-4783-3), 2010
Scénario : Lapuss - Dessin : Baba - Couleurs : Tartuff
- 3 World tour, Monsieur Pop Corn,  (ISBN 979-1-09-096202-6), 2013
Scénario : Lapuss - Dessin : Baba - Couleurs : Tartuff
- 4 Jurassic Piou, Monsieur Pop Corn,  (ISBN 979-1-09-096207-1), 2015
Scénario : Lapuss - Dessin : Baba - Couleurs : Tartuff